# Taxa (TV-serie)
Taxa är en dansk TV-serie skapad av Stig Thorsboe och Rumle Hammerich för Danmarks Radio. Handlingen utspelar sig i Köpenhamn och kretsar kring den mindre taxicentralen Krone-Taxa med familjen Boye-Larsen, och deras kamp med den större konkurrenten City-Bilen under chefen Herman.
Serien omfattade 56 avsnitt fördelade över fem säsonger och sändes på DR1 mellan 14 september 1997 och 12 december 1999. Den var en av DR:s största framgångar med en miljonpublik varje säsong. I Sverige sändes serien på SVT1 mellan 2 november 1998 och 25 september 2000 samt repriserades på SVT2 2002–2003. Alla avsnitt är digitaliserade och är fritt tillgängliga på Danmarks Radios arkivtjänst, DRTV.

## Medverkande (i urval)

### Huvudroller
| Skådespelare           | Roll                                     |
| ---------------------- | ---------------------------------------- |
| John Hahn-Petersen     | Verner Boye-Larsen, chef Krone-Taxa      |
| Margrethe Koytu        | Lizzie Boye-Larsen, Verners svägerska    |
| Pia Vieth              | Birgit Boye-Larsen, Verners dotter       |
| Anders W. Berthelsen   | René Boye-Larsen, Lizzies son            |
| Jesper Lohmann         | Finn Johansen, Birgits make              |
| Pernille Højmark       | Lotte Nielsen, taxiägare                 |
| Laura Christensen      | Fie Nielsen, Lottes dotter               |
| Zlatko Burić           | Meho Selimoviz, taxiägare                |
| Peter Gantzler         | Mike Engholm, chaufför                   |
| Peter Mygind           | Andreas Lund-Andersen, chaufför          |
| Leif Sylvester         | Tom Lund, mekaniker                      |
| Helene Egelund         | Gitte                                    |
| Trine Dyrholm          | Stine Jensen, Renés flickvän             |
| Torben Jensen          | Herman, chef City-Bilen                  |
| Ann Eleonora Jørgensen | Nina Boye-Larsen, Verners dotter, jurist |

### Biroller
| Skådespelare        | Roll                               | Avsnitt               |
| ------------------- | ---------------------------------- | --------------------- |
| Waage Sandø         | Preben Boye-Larsen, Verners bror   | 1                     |
| Preben Harris       | Närgången kund                     | 1, 9, 56              |
| Marina Bouras       | Rikke, prostituerad                | 2–8                   |
| Søren Spanning      | Claus, Lottes exman, Fies far      | 4, 5, 7, 11–18        |
| Claus Bue           | Kurt, chaufför                     | 4, 7, 8, 10–20, 41    |
| Birthe Neumann      | Kirsten, Verners tid. flickvän     | 8, 9, 15, 16, 19, 20  |
| Bent Mejding        | Christian Cornelius, Kirstens make | 15, 18, 19            |
| Claes Bang          | Christian, kriminalassistent       | 8, 29, 31, 32, 38     |
| Jesper Langberg     | Direktör Magnusson                 | 9, 11                 |
| Birgitte Federspiel | Fru Magnusson, direktörens mor     | 9, 11                 |
| Kjeld Nørgaard      | Bent Falk                          | 12–15                 |
| Caroline Johansen   | Caroline, Birgits och Finns dotter | 15, 28, 34–36, 39, 44 |
| Max Hansen Jr.      | Poul-Erik, taxichaufför            | 17, 43, 48, 50, 53    |
| Benny Hansen        | Vagn, taxichaufför                 | 19–21, 28             |
| Tammi Øst           | Mette Sandbæk, Andreas flickvän    | 21, 22, 24–31, 37–39  |
| Nis Bank-Mikkelsen  | Mogens Sandbæk, Mettes make        | 24, 26, 29–31         |
| Solbjørg Højfeldt   | Eva, redaktör for "Omegnsbladet"   | 22–28, 32–34, 44      |
| Bjarne Henriksen    | Sebastian, Mikes vän               | 24–26                 |
| Dejan Čukić         | Dean, langare                      | 28, 29                |
| Vera Gebuhr         | Camilla & Cecilies mormor          | 35, 43                |
| Nikolaj Steen       | Leo, langare                       | 36–38                 |
| Janus Nabil Bakrawi | Valid, chaufför i Lottes taxi      | 40–45                 |
| Lars Brygmann       | Ulrik Warming, Toms son            | 41–44                 |
| Henning Jensen      | Toft, politiker i Mikes taxi       | 45–47                 |
| Nikolaj Lie Kaas    | Dan, mordanklagad                  | 46, 47                |
| Sofie Gråbøl        | Anna Sander                        | 50–56                 |
| Søren Pilmark       | Mark Sander, Annas make            | 51–56                 |
| Birgitte Simonsen   | Maria, Annas storasyster           | 52–56                 |
| Thomas Bo Larsen    | Sune, kock på "Cafe Krone"         | 51–56                 |
| Peter Belli         | Hardy, andrechef för City-Bilen    | 55, 56                |

### Medverkande i enskilda avsnitt
| Skådespelare         | Roll                                          | Avsnitt |
| -------------------- | --------------------------------------------- | ------- |
| Sidse Babett Knudsen | Milla, arbetar på kasino där Preben spelar    | 2       |
| Judy Gringer         | Full och påstridig kund i Andreas taxi        | 2       |
| Finn Nielsen         | Møller, Krone-Taxas revisor                   | 3       |
| Gerda Gilboe         | Kund som glömmer tårta i Andreas taxi         | 5       |
| Jesper Klein         | Full kund i Andreas taxi                      | 5       |
| Klaus Bondam         | Högröstad börsmäklare i Mikes taxi            | 5       |
| Julie Wieth          | Chef på särskilt boende                       | 5       |
| Christian Steffensen | Överläkare                                    | 7       |
| Charlotte Fich       | Tina Jørgensen, Sabrinas mor                  | 7       |
| Lars Mikkelsen       | Leif, narkoman i Mikes taxi                   | 8       |
| Søren Sætter-Lassen  | Langare i Mikes taxi                          | 8       |
| Troels Lyby          | Rune, ersättare i Renés taxi nyårsafton       | 9       |
| Baard Owe            | Gekkos vän                                    | 14      |
| Thomas Ungewitter    | Sjögren, svensk kund i Stines taxi            | 16      |
| Lars Wiik            | Carlsson, svensk kund i Stines taxi           | 16      |
| Holger Perfort       | Schmidt, kund i Renés taxi                    | 18      |
| Henrik Birch         | Skild pappa i Finns taxi                      | 26      |
| Henrik Koefoed       | Leif, lottovinnare i Renés taxi               | 29      |
| Søren Malling        | Taxichaufför, Mette Sandbæks tidigare älskare | 31      |
| Helle Virkner        | Kund i Mikes taxi                             | 44      |
| Charlotte Munck      | Katrine, Renés ex-flickvän                    | 45      |
| Gyrd Løfqvist        | Pedersen, pensionär och bankrånare            | 48      |
| Jesper Asholt        | Bentzons advokat                              | 49      |
| Nicolaj Kopernikus   | Oliver, brudgum på svensexa                   | 49      |
| Martin Brygmann      | Lärare på taxikurs                            | 53      |
| Nicolas Bro          | Ulf, deltagare på taxikurs                    | 53      |
| Mira Wanting         | Taxikund                                      | 54      |
| Laura Bach           | Student                                       | 55      |
| Tomas Villum Jensen  | Ministersekreterare                           | 56      |
| Steen Stig Lommer    | Hyresvärden                                   | 56      |